# Mirai: Em gái đến từ tương lai
Mirai: Em gái đến từ tương lai (未来のミライ Mirai no Mirai) là một bộ phim hoạt hình Nhật Bản thuộc thể loại chính kịch, phiêu lưu kỳ ảo do Hosoda Mamoru đạo diễn và biên kịch, được Studio Chizu sản xuất. Nội dung kể về cuộc sống của cậu bé Kun sau khi cô em Mirai ra đời. Phim được công chiếu lần đầu tại Liên hoan phim Cannes vào ngày 16 tháng 5 năm 2018 và bắt đầu công chiếu tại Nhật Bản từ ngày 20 tháng 7 năm 2018.

## Nội dung
Kun, một cậu bé sinh ra từ một gia đình mà trong đó cha cậu là kiến trúc sư. Ngôi nhà Kun sống được thiết kế xung quanh một cái cây, tại đây Kun dành thời gian vui chơi với chú chó Yukko và bộ đồ chơi xe lửa của cậu. Khi Kun lên bốn tuổi, mẹ cậu sinh hạ em gái Mirai (未来, nghĩa là "vị lai"), Kun không vui vẻ khi thấy mẹ về nhà cùng người em mới. Cha mẹ cậu ngày qua ngày dành tình thương và chỉ tập trung vào Mirai, khiến Kun cảm thấy xa lánh và cậu quyết đánh cô em bằng một tàu xe lửa trong bộ đồ chơi. Kun nổi cơn giận lên mẹ cậu, cả gia đình ngập đầy tiếng khóc của hai anh em.
Sau cơn giận, Kun bước ra ngoài sân, phía trước cậu là một khu vườn huyền dịu. Một người đàn ông lạ tự xưng là "hoàng tử" bước ra, ông than vãn về việc mình ít được chú ý kể từ khi Kun ra đời. Kun nhận thấy người đàn ông là chú chó Yukko ở dạng con người. Kun thấy một cái đuôi của người đàn ông và nhanh tay túm lấy nó gắn vào cậu, cậu biến thành một chú chó và chạy khắp vườn. Trở vào nhà, Kun kể với cha mẹ nghe về cuộc vui chơi của cậu với Yukko dạng người.
Đến ngày búp bê, cả gia đình dựng lên những con búp bê truyền thống để chúc Mirai cùng những bé gái khác có sức khỏe và hạnh phúc. Cha mẹ Kun bỏ quên những con búp bê mà không cất chúng đi sau khi kỳ lễ kết thúc. Thất vọng khi cha mẹ lại chỉ chú ý vào Mirai, Kun chạy ra sân. Cậu gặp một cô nữ sinh trung học, người tự nhận là Mirai đến từ tương lai, Kun có thể nhận ra cô em bằng vết bớt trên bàn tay. Sau nhiều lần vụng về và lẩn trốn cha Kun, Mirai từ tương lai đã đưa những con búp bê về chỗ cũ cùng với sự giúp đỡ từ Kun và Yukko dạng người.
Bà và ông ngoại Kun đến, cậu tiếp tục hả giận mẹ mình và đổ đống đồ chơi xuống. Cậu chạy ra vườn lần nữa và được đưa đến bối cảnh một khu phố giữa trời mưa từ vài thập kỷ trước trong quá khứ. Đi một đoạn, cậu gặp một cô bé mà cậu cho là mẹ mình khi còn nhỏ, giống người trong bức hình mà mẹ cậu đưa cậu xem. Cô gái giận mẹ cô vì đã từ chối cho cô nuôi mèo. Kun về nhà cô, tại đây cô gái nhỏ khẳng định sẽ vui hơn nếu khiến đồ đạc quanh nhà trở nên lộn xộn, đồ chơi và thức ăn rải khắp trên sàn và mặt bàn. Mẹ cô bé trở về, người là bà của Kun sau này. Kun phải ra khỏi nhà cô bé và nghe lén được những lời mắc nhiếc đặt lên cô gái nhỏ, cùng với đó là tiếng khóc của cô bé, mẹ sau này của Kun. Cậu trở về hiện tại và tỏ ra thông cảm với mẹ mình hơn, nhưng vẫn tiếp tục phàn nàn và than vãn về những điều nhỏ nhặt.
Kun có một chiếc xe đạp bốn bánh, nhằm để luyện tập đạp xe lần đầu ở công viên, nhưng cậu muốn học cách đi xe đạp mà thiếu hai bánh nhỏ, sau khi thấy những đứa trẻ lớn hơn cậu đạp xe chỉ với hai bánh. Cha của Kun giúp cậu hết mình, nhưng Kun không thể giữ vững chiếc xe thẳng đứng và ngã lần này đến lần khác. Trở về nhà, Kun tiếp tục chạy ra sân, tại đây cậu gặp ông cố mình ở một vùng nông thôn nhiều thập kỷ trước. Là một thanh niên với một chân bị thương, ông cố cho Kun xem những con ngựa gần cửa hàng của ông. Kun bắt đầu sợ khi ông cố cậu cưỡi ngựa và chạy xe máy và mang cậu theo. Trở lại hiện tại, Kun giữ vững được chiếc xe đạp của mình bằng cách nhìn thẳng và đạp một cách thành thạo, nhờ những gì cậu học được từ ông. Mẹ Kun cho cậu xem những bức ảnh thời xưa, cậu mới biết chàng thanh niên mình gặp là ông cố, người phục vụ động cơ cho máy bay trong chiến tranh khi còn trẻ và vừa mới mất năm trước.
Ngày nọ, cả gia đình chuẩn bị cho một chuyến đi. Kun khó khăn trong việc tìm mặc chiếc quần vàng yêu thích của cậu vì nó năm trong máy giặt, cậu buộc phải mặc quần xanh. Không đồng ý, cậu chạy trốn khắp nhà, nhưng khi ra ngoài, gia đình đã biến mất. Bước ra sân, cậu thấy một nhà ga tên Isogo. Gần đó có một cậu thanh niên nhắc cậu không được lên tàu, Kun bỏ qua những lời của cậu nam sinh và chạy vào tàu. Tàu đưa Kun đến ga Tokyo, giữa đám đông tại đây chỉ có một mình Kun. Cậu tìm đến và báo cho một vị tiếp viên mình bị lạc, khi được hỏi tên cha mẹ Kun là gì để xác nhận, cậu không nhớ. Vị tiếp viên đành gửi một tàu cao tốc hình rồng cho Kun, nói rằng đứa trẻ nào bị lạc mà không thể được tìm thấy sẽ phải lên chuyến tàu đó để đi đến "Vùng đất cô đơn", hay còm gọi là địa ngục. Cậu thấy Mirai đang bị hút vào cửa một con tàu gàn đó và đã nhanh chóng cứu cô bé. Kun chịu thừa nhận cậu là anh trai của Mirai. Mirai trên tay cậu biến mất, thay vào đó là Mirai từ tương lai xuất hiện và đưa Kun về nhà bằng cách bay lên. Họ đáp xuống cái cây ngoài sân, là thứ chứa đựng các gia phả của gia đình. Những hình ảnh thời quá khứ hiện lên, Kun thấy cha cậu bị giới hạn về thể chất khi đi xe đạp lúc nhỏ, thấy Yukko rời chó mẹ của mình để theo gia đình thành thú cưng, thấy mẹ cậu bắt đầu ghét mèo khi một con mèo giết chết một chú chim mà mẹ cậu khi nhỏ chứng kiến, và thấy cuộc đua giữa ông cố mang theo cái chân bị thương từ thế chiến II với bà cố và nếu ông cố thắng, ông sẽ lấy bà. Kun cũng nhìn thấy trước tương lai và nhận ra chàng thanh niên cậu gặp ở nhà ga chính là cậu ở tương lai. Trở lại thời điểm hiện tại, Kun chấp nhận đi cùng gia đình với chiếc quần màu xanh.

## Nhân vật và diễn viên
| Nhân vật                                           | Lồng tiếng            | Lồng tiếng      | Lồng tiếng                   | Lồng tiếng                | Lồng tiếng                   |
| Nhân vật                                           | Tiếng Nhật            | Tiếng Anh       | Tiếng Pháp                   | Tiếng Ý                   | Tiếng Đức                    |
| -------------------------------------------------- | --------------------- | --------------- | ---------------------------- | ------------------------- | ---------------------------- |
| Ota Kun (太田くん Ōta Kun)                         | Kamishiraishi Moka    | Jaden Waldman   | Pauline Clément (khi nhỏ)    | Tatiana Dessi (khi nhỏ)   | Peggy Pollow (khi nhỏ)       |
| Ota Kun (太田くん Ōta Kun)                         | Kamishiraishi Moka    | Jaden Waldman   | Antonin Icovic (khi lớn)     | Gabriele Vender (khi lớn) | Linus Drews (khi lớn)        |
| Ota Mirai (太田ミライ Ōta Mirai)                   | Kiroki Haru (khi lớn) | Victoria Grace  | Suliane Brahim               | Roisin Nicosia            | Julia Meynen (khi lớn)       |
| Ota Mirai (太田ミライ Ōta Mirai)                   | Honde Kaede (khi nhỏ) | Victoria Grace  | Suliane Brahim               | Roisin Nicosia            | Anja Rybiczka (khi nhỏ)      |
| Người cha (おとうさん Otōsan)                      | Hoshino Gen           | John Cho        | Achille Osorni (khi lớn)     | Maurizio Reti             | Fabian Oscar Wien            |
| Người cha (おとうさん Otōsan)                      | Hoshino Gen           | John Cho        | Grégory Questel (khi nhỏ)    | Maurizio Reti             | Fabian Oscar Wien            |
| Người mẹ (おかあさん Okāsan)                       | Asō Kumiko            | Rebecca Hall    | Catherine Le Hénan (khi lớn) | Irene Di Valmo            | Nadine Heidenreich (khi lớn) |
| Người mẹ (おかあさん Okāsan)                       | Asō Kumiko            | Rebecca Hall    | Roxane Bret (khi nhỏ)        | Irene Di Valmo            | Moira May (khi nhỏ)          |
| Ông ngoại (じいじ Jiiji)                           | Yakusho Koji          | Victor Brandt   | Emmanuel Lemire              | Sergio Luzi               | Hans Bayer                   |
| Bà ngoại (ばあば Bāba)                             | Miyazaki Yoshiko      | Eileen T'Kaye   | Lisa Martino                 | Daniela Cavallini         | Nina Herting                 |
| Người đàn ông bí ẩn (Yukko) (謎の男 Nazo no otoko) | Yoshihara Mitsuo      | Crispin Freeman | Félicien Juttner             | Maurizio Fiorentini       | Florian Clyde                |
| Ông cố (khi trẻ) (青年 Seinen)                     | Masaharu Fukuyama     | Daniel Dae Kim  |                              | David Chevalier           | Matti Klemm                  |

## Sản xuất

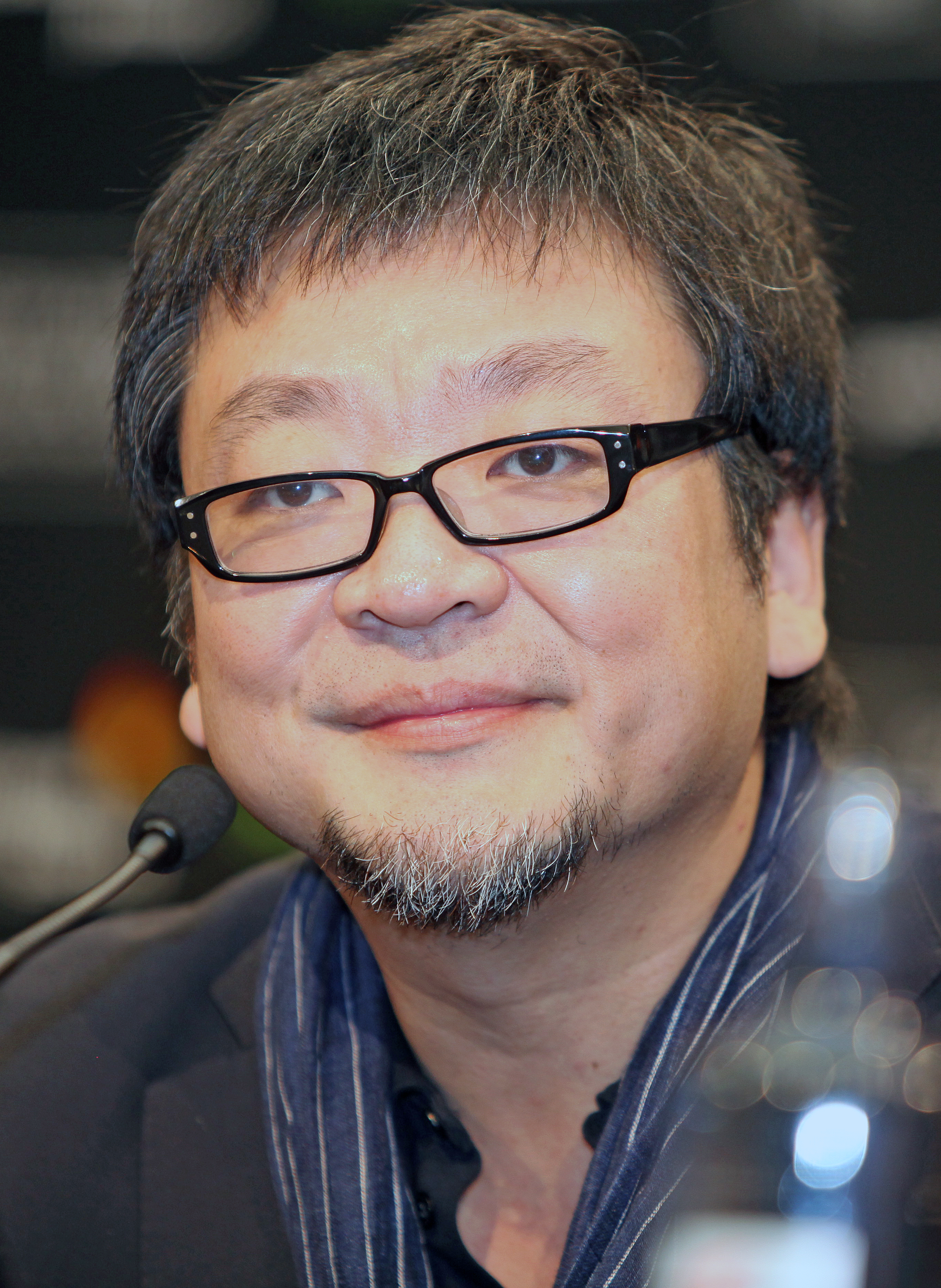
Hosoda Mamoru, đạo diễn của Mirai: Em gái đến từ tương lai.

Một ngày, cậu con trai ba tuổi của đạo diễn Hoshoda Mamoru lần đầu thấy em gái trong đời, nhờ phản ứng khi đó của cậu con trai đã truyền cảm hứng cho Mamoru viết kịch bản của Mirai: Em gái đến từ tương lai. Cậu con trai của Mamoru tức giận và cảm thấy ghen tị khi cha mẹ chỉ để mắt đến cô em gái, Mamoru đã lấy yếu tố đó và dùng vai trò người anh cả để nhào nặn nhân vật chính 4 tuổi của bộ phim. Mamoru muốn xem cuộc sống ở độ tuổi trẻ trung như thế nào nên ông đã xây dựng nhân vật chính ở độ tuổi đó. Để khai thác kĩ lưỡng những yếu tố này, ông đã đưa con trai đến Studio Chizu cho các họa sĩ tham khảo để dựa theo mà phác thảo và sản xuất. Nhân vật ông cố của Kun cũng dựa trên người ông cố của vợ Mamoru, người từng hoạt động máy bay trong chiến tranh.
Để đạt được tính xác thực cao, Hosoda đã hợp tác với các chuyên gia ngoài đời không hoạt động trong ngành hoạt hình để thiết kế một số kiến trúc dùng trong phim. Ngôi nhà của gia đình nhân vật Kun, ban đầu do cha Kun thiết kế trên máy tính, thực chất được thiết kế bởi kiến trúc sư Tanijiri Makoto, người điều hành công ty Suppose Design Office. Theo Mamoru, căn nhà của Kun không thiết kế theo phong cách của một căn nhà thông thường hay nhà theo truyền thống Nhật Bản, mà thiết kế giống như một sân khấu nối liền nhiều khu vực. Các căn phòng được bố trí theo cầu thang đi lên, đạo diễn cũng loại bỏ sự ngăn cách giữa các phòng bằng việc không xây tường để tạo một khoảng trống dễ quan sát qua, cũng như để nhân vật Kun thỏa sức khám phá ngôi nhà. Khi trả lời về tiến trình này, kiến trúc sư Makoto nói: "Một đứa trẻ sẽ thấy rõ căn phòng bên dưới từ sân vườn, nhưng một người lớn chỉ thấy những gì trước mặt chúng. Cái nhìn của đứa trẻ sẽ thay đổi khi cậu ấy lớn."
Mirai: Em gái đến từ tương lai có thời gian sản xuất trong vòng ba năm, với 8 tháng hoàn thiện phần hiệu ứng, cùng sự trợ giúp từ 300 người, trong đó có 20 họa sĩ. Cặp vợ chồng Hata Ayako và Aoyama Hiroyuki trở lại để chỉ đạo phần hoạt họa và tham gia thiết kế nhân vật, hai người từng cộng tác với Mamoru trong Cô gái vượt thời gian, Cuộc chiến mùa hè, Những đứa con của Sói, Cậu bé và Quái thú của ông. Những bức họa trong phim đều được vẽ bằng tay pha lẫn đồ họa máy tính (CG), như một trong những con tàu và hiệu ứng ở nhà ga tại phân cảnh cuối phim được xây dựng nhờ CG. Tiếp viên tại nhà ga được xây dựng từ nghệ thuật "cut out" (cắt giấy) và được chuyển động bằng CG. Các ảnh nền trong phim hoàn toàn được vẽ và thêm màu trên giấy, dù ngày nay công đoạn này phổ biến hơn khi thực hiện trên máy tính.

## Âm nhạc
Ca sĩ kiêm sáng tác Tamashita Tatsuro thực hiện ca khúc chủ đề cho phim "Mirai no Theme" và "Music train". Đây là lần thứ hai  Tatsuro cộng tác với Mamoru kể từ Cuộc chiến mùa hè năm 2009. Takagi Masakatsu, người hợp tác xây dựng âm nhạc cho Những đứa con của Sói và Cậu bé và Quái vật, trở lại soạn phần nhạc của Mirai: Em gái đến từ tương lai.

## Phát hành

### Chiếu rạp
Mirai: Em gái đến từ tương lai được phát hành tại Nhật Bản vào ngày 20 tháng 7 năm 2018. Bộ phim được công chiếu tại Liên hoan phim Cannes vào ngày 15 tháng 5 và sau đó được công chiếu ở Sydney Film Festival vào tháng 6 cùng năm. Bộ phim dự kiến sẽ phát hành tại Bắc Mỹ vào sau năm 2018. Anime Limited sẽ phát hành bộ phim trong các rạp chiếu phim trên khắp Vương quốc Anh, vào ngày 2 tháng 11 với bản lồng tiếng Nhật, và một lần nữa vào ngày 4 tháng 11 với bản lồng tiếng Anh.

### Tại gia
Mirai: Em gái đến từ tương lai được phát hành dưới dạng băng đĩa DVD và Blu-ray tại nhà cho Nhật Bản vào ngày 23 tháng 1 năm 2019, tiếp đó cho Hoa Kỳ vào ngày 9 tháng 4. Băng đĩa gồm hai ấn bản Tiêu chuẩn và Đặc biệt, trong hai ấn bản có thêm nhiều video bonus: những video phỏng vấn đạo diễn và các diễn viên, tham qua xưởng sản xuất phim, video quảng bá và trailer cũng như cảnh sau hậu trường. Tính đến nửa đầu năm 2019, số lượng DVD bán ra là 9.886, xếp hạng thứ chín trong mười DVD hoạt hình bán chạy nhất Nhật Bản ở thời gian này.

### Truyền hình
Phim lần đầu được phát sóng truyền hình trên chương trình NTV Friday Roadshow! của Nippon TV vào tối ngày 12 tháng 7 năm 2019. Dù phát sóng duy nhất một lần, bộ phim được đánh giá 9.9% từ phía khán giả.

## Đón nhận

### Doanh thu
Trong cuối tuần đầu công chiếu, Mirai: Em gái đến từ tương lai thu về 400 triệu yên, nắm vững vị trí thứ hai tại các phòng vé Nhật Bản. Cột mốc này chỉ giảm 40% so với doanh thu đầu tuần của Cậu bé và Quái thú là 5 tỷ yên. Bộ phim đã phải đi xuống vị trí thứ ba trong tuần thứ hai với doanh thu 289 triệu yên sau khi bán hết 215,000 vé vào cửa. Theo số liệu từ trang chuyên về điện ảnh Eiga.com, phim được xếp vào vị trí thứ mười trong top 10 phim có doanh thu cao nhất Nhật Bản vào năm 2018 với 2.88 tỷ yên.
Tại Hoa Kỳ, phim thu về 812,784 đô la. Tổng cộng Mirai: Em gái đến từ tương lai đạt ngưỡng doanh thu toàn cầu 28,4 triệu đô.

### Giải thưởng và đề cử
| Năm  | Giải                                                     | Hạng mục                                      | Đối tượng                                                 | Kết quả   | Nguồn  |
| ---- | -------------------------------------------------------- | --------------------------------------------- | --------------------------------------------------------- | --------- | ------ |
| 2018 | Giải điện ảnh Châu Á - Thái Bình Dương lần thứ 12        | Phim hoạt hình xuất sắc nhất                  | Hosoda Mamoru, Saitō Yūichirō                             | Đề cử     | [ 41 ] |
| 2018 | Giải Hiệp hội phê bình phim khu vực Washinton lần thứ 13 | Phim hoạt hình hay nhất                       | Hoshoda Mamoru                                            | Đề cử     | [ 42 ] |
| 2018 | Giải Giới các nhà phê bình phim Florida                  | Phim hoạt hình hay nhất                       | Mirai; Em gái đến từ tương lai                            | Đoạt giải | [ 43 ] |
| 2019 | Giải Quả cầu vàng lần thứ 76                             | Phim hoạt hình hay nhất                       | Hosoda Mamoru, Saitō Yūichirō                             | Đề cử     | [ 44 ] |
| 2019 | Giải Lựa chọn của Nhà phê bình Điện ảnh lần thứ 24       | Phim hoạt hình hay nhất                       | Hosoda Mamoru                                             | Đề cử     | [ 45 ] |
| 2019 | Giải Annie lần thứ 46                                    | Phim hoạt hình xuất sắc nhất — Độc lập        | Saitō Yūichirō, Itō Takuya, Adachi Yūichi, Kawamura Genki | Đoạt giải | [ 46 ] |
| 2019 | Giải Annie lần thứ 46                                    | Kịch bản xuất sắc trong một tác phẩm xuất sắc | Hosoda Mamoru, Stephanie Sheh                             | Đề cử     | [ 46 ] |
| 2019 | Giải Gold Derby                                          | Phim hoạt hình xuất sắc nhất                  | Hosoda Mamoru                                             | Đề cử     | [ 47 ] |
| 2019 | Giải Satellite lần thứ 23                                | Phim hoạt hình hoặc phim hỗn hợp hay nhất     | Hosoda Mamoru                                             | Đề cử     | [ 48 ] |
| 2019 | Giải Oscar lần thứ 91                                    | Phim hoạt hình hay nhất                       | Hosoda Mamoru, Saitō Yūichirō                             | Đề cử     | [ 49 ] |
| 2019 | Giải Viện hàn lâm Nhật Bản lần thứ 42                    | Phim hoạt hình hay nhất của năm               | Mirai: Em gái đến từ tương lai                            | Đoạt giải | [ 50 ] |

## Ấn phẩm
Phiên bản tiểu thuyết của phim do Hosuda Mamoru sáng tác được vị đạo diễn thông báo vào tháng 4 năm 2018, tiểu thuyết được phát hành thông qua ba nhà xuất bản tương ứng với ba phiên bản khác nhau. Yen Press cho biết tại hội nghị Anime Expo 2018 rằng nhà xuất bản đã mua bản quyền và phát hành với bản dịch tiếng Anh. Yen Press còn phát phiên bản hardcover và e-book của tiểu thuyết vào 30 tháng 10.
| Tựa đề         | Quốc gia | Ngày phát hành    | Nhà xuất bản           | ISBN                  | Nguồn  |
| -------------- | -------- | ----------------- | ---------------------- | --------------------- | ------ |
| Mirai no Mirai | Nhật Bản | 15 tháng 6, 2018  | Kadokawa               | ISBN 9784-041-068-908 | [ 54 ] |
| Mirai no Mirai | Nhật Bản | 30 tháng 6, 2018  | Kadokawa Tsubasa Bunko | ISBN 9784-046-318-183 | [ 55 ] |
| Mirai no Mirai | Nhật Bản | 1 tháng 7, 2018   | Kadokawa Sneaker Bunko | ISBN 9784-041-070-864 | [ 56 ] |
| Mirai          | Hoa Kỳ   | 30 tháng 10, 2018 | Yen Press              | ISBN 9781-975-328-610 | [ 57 ] |